# Liste der Monuments historiques in Goven
Die Liste der Monuments historiques in Goven führt die Monuments historiques in der französischen Gemeinde Goven auf.

## Liste der Bauwerke
| Bezeichnung        | Beschreibung                           | Standort | Kennzeichnung | Schutzstatus | Datum     | Bild           |
| ------------------ | -------------------------------------- | -------- | ------------- | ------------ | --------- | -------------- |
| Château de Blossac | Schloss, erbaut im 17./18. Jahrhundert | (Lage)   | PA00090583    | Inscrit      | 1957 2019 | weitere Bilder |